# Stylopauropoides tiegsi
Stylopauropoides tiegsi är en mångfotingart som först beskrevs av Paul Auguste Remy 1949.  Stylopauropoides tiegsi ingår i släktet Stylopauropoides och familjen fåfotingar. Inga underarter finns listade i Catalogue of Life.